# Licenza
Licenza és un comune (municipi) de la ciutat metropolitana de Roma, a la regió italiana del Laci, situat uns 40 km al nord-est de Roma. L'1 de gener de 2018 tenia 950 habitants.
Licenza limita amb els municipis de Mandela, Monteflavio, Percile, Roccagiovine, San Polo dei Cavalieri i Scandriglia.

## Llocs d'interès
- Font de Bandusia, citada per Horaci a les Odes.
- Castell dels Orsini.
- Vil·la d'Horaci.